# Andrew Gordon
Andrew Gordon (ur. 29 października 1987) – gibraltarski wioślarz.

## Osiągnięcia
- Mistrzostwa Europy – Poznań 2007 – dwójka podwójna wagi lekkiej – 13. miejsce[1].